# Neukaledonische Fußballnationalmannschaft (U-17-Juniorinnen)
Die neukaledonische U-17-Fußballnationalmannschaft der Frauen repräsentiert Neukaledonien im internationalen Frauenfußball. Die Nationalmannschaft untersteht der Fédération Calédonienne de Football und wird von Matthieu Delcroix trainiert.
Die Mannschaft tritt bei der U-17-Ozeanienmeisterschaft und (theoretisch) auch bei der U-17-Weltmeisterschaft für Neukaledonien an. Bislang ist es dem Team aber noch nie gelungen, sich für eine WM-Endrunde zu qualifizieren, was vor allem an der Dominanz von Rekordsieger Neuseeland im ozeanischen Raum liegt. Hinter den Neuseeländerinnen erreichte die neukaledonische U-17-Auswahl eine Vize-Ozeanienmeisterschaft (2017).

## Turnierbilanz

### Weltmeisterschaft
| Jahr   | Gastgeber           | Platzierung        |
| ------ | ------------------- | ------------------ |
| 2008   | Neuseeland          | nicht teilgenommen |
| 2010   | Trinidad und Tobago | nicht teilgenommen |
| 2012   | Aserbaidschan       | nicht qualifiziert |
| 2014   | Costa Rica          | nicht qualifiziert |
| 2016   | Jordanien           | nicht qualifiziert |
| 2018   | Uruguay             | nicht qualifiziert |
| 2021 1 | Indien 1            | – 1                |
| 2022   | Indien              | nicht qualifiziert |

### Ozeanienmeisterschaft
| Jahr   | Gastgeber    | Platzierung          |
| ------ | ------------ | -------------------- |
| 2010   | Neuseeland   | nicht teilgenommen   |
| 2012   | Neuseeland   | 4. Platz             |
| 2014 2 | Neuseeland 2 | – 2                  |
| 2016   | Cookinseln   | Halbfinale           |
| 2017   | Samoa        | Vize-Ozeanienmeister |
| 2020 3 | Tahiti 3     | – 3                  |
| 2022 3 | Tahiti 3     | – 3                  |